# Russell-eilanden
De Russell-eilanden zijn een eilandengroep in de Centrale provincie in de Salomonseilanden. De groep heeft een oppervlakte van 176 km² en het hoogste punt is 543 meter.
De volgende zoogdieren komen er voor:
- Phalanger orientalis (geïntroduceerd)
- Polynesische rat (Rattus exulans) (geïntroduceerd)
- Zwarte rat (Rattus rattus) (geïntroduceerd)
- Dobsonia inermis
- Macroglossus minimus
- Melonycteris fardoulisi
- Nyctimene major
- Pteropus admiralitatum
- Pteropus hypomelanus
- Pteropus woodfordi
- Aselliscus tricuspidatus
- Emballonura nigrescens
- Hipposideros calcaratus
- Hipposideros cervinus
- Miniopterus macrocneme